# プログラムピクチャー
プログラムピクチャーとは、かつて日本映画の全盛期と言われた時代に、特定の映画会社が製作・配給・興行を一手に支配して、映画館で上映する作品もブロックブッキングで映画会社が決定権を握り、その年間の上映日程が映画会社のスケジュールに沿って上映されるその形態、並びにそのようにして上映される映画をさす。

## 概要
プログラムピクチャーの定義は複雑で、B級映画と同じように用語の使い方によって微妙にズレる場合がある。
- 公開年間番組（プログラム）を埋めていく作品（ピクチャー）をさす[1]。
- 予定の番組を埋めるために作られる映画のことで、商品としては並みの作品のことになる[2]。
- アメリカで1910年代半ばから使われるようになった興行における番組の中心、メインになる長編作品（フィーチャー）をさす[3]。
- 日本では1950年代から1970年代にかけての量産体制下で、メインではなくむしろ添え物として作られた作品をさす[4]。

『世界映画大事典』によると、映画草創期のアメリカでは上映時間がフィルム1巻が最長であり、興行においては数本の作品を集めた番組（program）を構成するのが通例であった。やがて複数巻の作品（長尺物）が登場してそれらが興行の呼び物となり、フィーチャー（feature）フィルムと呼ばれるようになった。起源はここにあるらしいと指摘している。しかし、ニッケルオデオンからピクチャーパレスに至る時代の映画興行の形態を詳しく著述している加藤幹郎『映画館と観客の文化史』（中公新書）では、本編を「フィーチャー」と述べているものの、「プログラムピクチャー」という単語は使われていない。
また日本の場合は『映画小事典』では商品として並みの作品のことになるとし、『世界映画大事典』では添え物をさすとしながらも、その次の説明では「一方、日本では50年代以降の長編作品の二本立て、三本立てで番組を組み、毎週新しい作品が封切られて番組内容が入れ替わるといった展開が通例となり、その際に番組を維持するために次々と作られた作品をプログラムピクチャーと呼ぶのが日本では一般的になっている」と付け加えている。2015年現在、シネコンで複数の作品の中から自由に選んで見ることができるが、かつては特定の映画館で特定の映画会社の作品だけを見ることが当然とされた。東映作品は東映直営館及び契約館しか上映せず、東宝も松竹も同じように直営館及び契約館でしか見られないのであり、そこで上映される作品は全盛期は1週間単位で、その後は2〜3週間単位で2本立てで上映されていた。したがって映画会社が年間スケジュールを立ててこれらの映画を上映予定日から逆算して決められた期間で製作し上映するシステムで、このシステムの上に製作され配給されて、決められた日程で上映される映画をプログラムピクチャーと呼ばれた。
この場合に日本映画は必ずしもアメリカ映画のように明確なB級映画と位置付けられる形態の映画はなく、単に長編物二本立ての上映が多く、添え物というのはあくまで興行側がそう捉えているだけで、実際には添え物の方が観客の記憶に残ったりすることもあり、従ってこの当時の日本映画全てを「プログラムピクチャー」と呼ぶ場合もある。その場合に以下のように別の定義として述べられていることもある。
- 日本映画で長く人気ヒットシリーズとなった作品をさす。東映のヤクザ路線、松竹の『男はつらいよシリーズ』、東宝の『無責任シリーズ』『社長シリーズ』『若大将シリーズ』、大映の『座頭市シリーズ』『眠狂四郎シリーズ』などで、特定のスター中心のプログラムピクチャーによって固定したファン層を掴み安定した興行収益が上がることで、安定した映画の配給と映画製作から興行まで固定しているブロックブッキングを維持することができた。これらの人気シリーズが日本のブロックブッキングを支えたことになる。そして人気シリーズの消滅がプログラムピクチャーの崩壊を招いたと言われている[5]。

日本映画を長く牽引したのは、嵐寛寿郎『鞍馬天狗』、市川右太衛門『旗本退屈男』、片岡千恵蔵『いれずみ判官』、長谷川一夫『銭形平次捕物控』、小林旭『渡り鳥』、高倉健『網走番外地』、藤純子『緋牡丹博徒』のように大ヒットでなくても確実に収益が期待できる人気スターのシリーズ物であって、その収益で他の野心作や大作が製作された。

## 歴史
1950年代前半に日本映画が発展していく過程で二本立て興行が始まった。それは主に興行する映画館側の強い要望があったからである。そして製作会社はその要望に応えて映画の量産体制を整えていくとともに、映画館を自社の傘下に置く競争が始まり、人気のある俳優と作品を並べることが絶対条件となっていった。映画館側は人気のあるスターを揃え確実に毎週興行収入が上がるよう求め、製作側はそれに応えて毎週作品を上映できるように作り続けることとなった。これがブロックブッキングと呼ばれて、1本1本の作品で勝負するのではなくて常時映画を配給することで、年間を通じてのプラスマイナスをコントロールする興行形式が日本では普通であり、この上映形式は戦前からであった。
もともと最初に映画を上映し興行することから映画の世界に入り、やがて映画を配給する業務に乗り出し、そして映画製作に乗り出して映画会社の経営の実権を握るのがアメリカでは多かった。パラマウントピクチャーズのアドルフ・ズーカー、メトロ・ゴールドウィン・メイヤーのサミュエル・ゴールドウィンやルイス・B・メイヤー、ワーナー・ブラザースのワーナー兄弟などはその例である。日本では必ずしも同じような経過を辿ったわけではなかったが、結果としていずれの会社も確かな配給網を形成して自前で製作した作品を自前で配給して映画館を確保することに躍起となった。戦後に合併してできた東映の作品は最初東宝が配給する関係であり（それ以前の東横映画時代は大映）、配給網の拡大を目指して東映は二本立て興行をいち早く実施して、「東映娯楽版」の大ヒットで映画館数を飛躍的に伸ばし、ここから毎週新作を二本製作し続けるようになった。
一方アメリカでは1948年に「パラマウント訴訟」で映画会社が独占禁止法に触れるとして製作・配給・興行の垂直構造が崩れて、自社の傘下に置いていた映画館を手放して、映画館側は自由に上映作品を選択できるフリーブッキングとなり、映画会社は1本1本の映画で勝負する形となりB級映画が衰退して、やがて大作主義をとるようになったが、逆に日本では、強固なブロックブッキング体制で毎週違った作品を二本立てで製作し上映する量産主義をとった。これが日本でのプログラムピクチャーと呼ばれるものである。
したがってアメリカにあったような上映時間が短く低予算でスターが出演しないB級映画との二本立てではなく、長編でどちらにもスターを揃えた二本立てが普通になっていった。そして時代劇の黄金時代であった1950年代後半の東映では年間製作本数は104本で年間52週で毎週新作を二本立てで上映し、そこにはオールスターキャストの『忠臣蔵』であっても若い監督の新人俳優を使った作品であっても、野心作でも力作でも、大作でも小品でも、凡作でも傑作でも全て上映期間は1週間であった。洋画にはロードショー公開をして大作や力作を上映してヒットすれば1年以上もロードショーを続けることもあるが、日本映画は通常の映画館で上映されて長くても2～3週間までで、黒澤明監督作品でも同じであった。そして1964年から試行として一本立て上映をするケースはあったが、やがて日本映画の斜陽が始まり、定着した人気シリーズの安定した収入と、過激な描写やヤクザ路線、ピンク路線などその時代に応じた作品を作り続けることで日本のプログラムピクチャーはしばらく命脈を保った。

## 日本
日本映画で1950年代半ばから60年代半ばまで、もっとも強固に映画を量産して多数のプログラムピクチャーを製作したのは東映であった。1960年から1961年にかけては興行系統を2系統にして第二東映を作り、時代劇路線と現代劇路線を区分けする方向で大川博は考えたが、映画館側が第二東映にも時代劇を要請して結局同じような時代劇を多作することとなり、粗製乱造と揶揄されるようになって61年末には第二東映は廃止された。それは丁度東映の黄金期であった華やかな東映時代劇の凋落の始まりであったと言われている。
東映はこの時代に時代劇スターを中心にした映画作りで大躍進し一挙に業界トップの位置を占めた会社であり、この時期にもっともプログラムピクチャーの本来機能を果たしたのが、年間スケジュールの作成であった。1960年前後のこの時期に東映の時代劇映画の企画は概ね次の手順で立てられていた。まず当時の主演スターであった片岡千恵蔵、市川右太衛門、萬屋錦之介、大川橋蔵、大友柳太朗らを1人平均年間6本で年間の番組スケジュールを組み、年間で特に興行の重点が置かれる週、正月・ゴールデンウィーク（黄金週間）・お盆・シルバーウィーク（11月の文化の日前後）の4つの期間には強力なラインナップを立てるのが普通であった、この当時の東映は正月とお盆はオールスターキャスト、あとの2つの週はセミオールスターを、あらかじめスケジュールに組み込んでいく。そして「この週は錦之助」「この週は橋蔵」と主演スターの番組が決まる。その上で準備期間を含めて年間の製作スケジュールが決められていった。「何をやるか」でなく「誰がやるか」、つまりスターのローテーションに合わせて企画が立てられていったのである。当時の東映京都撮影所では年間80本を超す時代劇が作られていて、第二東映が出来ると年間100本以上の映画を製作していた。東宝の黒澤明、松竹の小津安二郎、木下惠介などの監督作品は各社とも別格扱いであったが、東映は松田定次、内田吐夢などの監督がいたものの、あくまで主演スターを中心とした量産体制であった。
脚本作りもスター中心である。脇役が目立ってはダメで主役が目立つようにシナリオが作られる。当然内容は同じパターンの繰り返しになる。しかし「お決まりのパターン」の映画でもヒットしていた。映画評論家の佐藤忠男は「極度に定型化されてマンネリズムになるが、絶対に狂うことはない強固な秩序の幻影も成立する。日本映画の最盛期に最も安定して儲かっていたのはこの種の映画であった」と述べている。だがやがて転機が訪れる。黒澤明監督の時代劇が東映時代劇に衝撃を与えた。
黒澤明『用心棒』『椿三十郎』、小林正樹『切腹』などの他社の時代劇映画がヒットして、東映時代劇が色褪せてくると一気に人気が凋落し、『十三人の刺客』などの集団抗争時代劇を製作したが人気が回復せず、やがて高倉健、鶴田浩二の任侠映画に取って代わられることとなる。そして東映の量産体制も終わり、1週間ごとの二本立て新作公開がやがて2週間ごとになり、1964年には今井正『越後つついし親不知』『仇討』、1965年には内田吐夢『飢餓海峡』が一本立てで公開されている。量産体制は終わったが、東映は1950年代の時代劇路線で強靭なプログラムピクチャーを形成して、それが60年代に入って任侠路線のヤクザ映画にうまく継承できたと言われている。